# Jorden er giftig (film fra 2006)
 For alternative betydninger, se Jorden er giftig (flertydig). (Se også artikler, som begynder med Jorden er giftig)
Jorden er giftig er en dansk dokumentarfilm fra 2006 instrueret af Michael Graversen.
I filmen tager Michael Graversen tilbage til sin barndomsby, Grindsted, hvor han finder ud af, at han er vokset op på 100.000 tons kemisk affald udledt af Grindstedværket med tilladelse fra staten fra 30'erne frem til 70'erne. Det farlige affald udgør en potentiel fare mod fremtidens grundvand. Men ingen gør tilsyneladende noget ved problemet, og Michael prøver selv at tage affære. Hans mission tager ham forbi borgere, lokale politikere og ender hos landets miljøminister Connie Hedegaard i Folketinget, hvor Michael tropper uanmeldt op efter forgæves at have forsøgt at få et interview.
Jorden er giftig er et resultat af Det Danske Filminstituts Boost the Dox initiativ. En talentudviklingskonkurrence med det formål af skabe fem dokumentarfilm fra samfundsengagerede dokumentarister under 30 år. 100 ansøgere blev over et halvt års udskillelsesforløb skåret ned til 5, der i sidste ende fik produktions- og udstyrsstøtte fra filmværkstedet.
Filmen havde premiere på DR2's Temaaften om Film på barrikaderne og Nordeuropas største dokumentarfilmfestival CPH:DOX. Efter premieren blev der på baggrund af filmen arrangeret en høring i Grindsted med embedsmænd, politikere og borgere. De Radikales miljøordfører Johannes Poulsen proklamerede, at de ville fremsætte et beslutningsforslag i Folketinget om en national handlingsplan for de store jordforureninger i Danmark.

## Fodnoter
1. ↑  "DR2 Temaaften: Film på barrikaderne". Arkiveret fra originalen 17. juli 2007. Hentet 10. juni 2007.
2. ↑  dr.dk: Grindsted-forurening op i Folketinget  (Webside ikke længere tilgængelig)
3. ↑  Beslutningsforslaget på folketinget.dk  (Webside ikke længere tilgængelig)